# Мухаммад ібн Тугдж
Абу-Бакр Мухаммад ібн Тугдж аль-Іхшид (*араб. أبو بكر محمد بن طغج الإخشيد; лютий 882 — 24 червня 946) — напівнезалежний валі (намісник) Єгипту та Сирії, засновник династії володарів Іхшидів. Повне ім'я його Абу-Бакр Мухаммад ібн Тугдж ібн Джуфф ібн Їлтакін ібн Фуран ібн Фурі ібн Хакан.

## Життєпис

### На службі Аббасидів
Походив із впливової тюркської родини. Його дід Джуфф походив з Ферганської родини, зі знатного ханського роду. При дворі багдадського халіфа аль-Мутасіма зробив кар'єру. Батько Мухаммад — Тугдж ібн Джуффа — служив Тулунідам, був валі Дамаску і Таберії. Сам Мухаммад, якого виховував батько, змалку був обізнаний з державним управлінням. Згодом став довіреною особою, керуючи за відсутності батька Таберією. Після повалення влади Тулунідів у Сирії 904 року, Мухаммад ібн Тугдж служив Аббасидам. У 906 році втратив батька.
З 909 року служив на різних посадах в Єгипті й Сирії. Поступово піднімався сходами ієрархії від посади податкового інспектора, займаючи посади намісників різних сирійських і палестинських міст, поки не став валі Сирії. Цю посаду Мухаммад обійняв у 933 році після смерті валі Такіна аль-Хазарі. Після цього вирішив поширити свою владу на Єгипет.
У 933 році ібн-Тугдж майже домігся від каліфа аль-Кахіра призначення себе на посаду валі Єгипту, проте його зміг обійти Ахмед ібн Кайґалах. Останній вступив у союз із Мухаммадом ібн Такіном та Абу-Бакром аль-Мадхараї. Проте це не привело до порядку в Єгипті, чим становило загрозу його захоплення Фатімідами. Водночас відбувається посилення роду Бедевітів у Сирії.
За цих обставин Мухаммед бін Тугдж 935 року за підтримки ель-Фазл ібн Джаафара ель-Фурата, мутесселіма (податковий інспектор) та сильного війська й флоту захоплює Єгипет, займаючи Фустат. Ахмед ібн Кайґалах втік до Фатімідів у Тунісі. Абу-Бакром аль-Мадхараї перейшов на службу до Мухаммада.

### Валі
Від самого початку Мухаммаду ібн Тугджу довелося боронити Єгипет від фатімідського війська. Протягом 935—936 року він разом з братом аль-Хасаном зумів завдати поразки флоту Фатімідів у гирлі Нілу, після чого оточити місто Олександрія, де ще до того засіли фатімідські загони, які зрештою здалися. Наступним кроком було знищення фатімідської бази у м. Барка (Киренаїка). Тим самим було ліквідовано загрозу атаки з боку Фатімідів на Єгипет.
За ці успіхи аббасидський халіф аль-Раді визнав ібн-Тугджа валі Єгипту та Сирії, а в 937 році надав йому почесний титул іхшид (має іранське коріння, що значить князь, володар). Від цього походить назва усієї династії.
Водночас його загони повністю зайняли усю Сирію, підкоривши Алеппо. При цьому в 936—937 роках Мухаммад ібн Тугдж встановив гарні стосунки з візантійським імператором Романом I, що дало змогу здійснити обмін полоненими й врегулювати прикордонні питання.
У 939 році Мухаммад змушений був обороняти Сирію від нападу Мухаммада ібн Ра'іка, еміра Харрана, що діяв зі згоди халіфа. Останній, швидко захопивши Сирію, завоював Рамлу. Після чергового бою з передовими загонами ібн Тугджа сторони уклали мирну угоду, згідно з якою Рамла з околицями залишалося під управлінням Мухаммада, Сирія від Таберії до півночі переходила у володіння ібн Ра'іка. У наступному році володіння ібн Тугджа знову було атаковано загонами Ібн Ра'іка. Незважаючи на перемогу Мухаммада ібн Тугджа при Ал-Аріші, 18 серпня 940 року стиснутий в Лакджуні він був остаточно розбитий Ібн Ра'іком. Було укладено мир на початкових умовах. Крім цього, ібн Тугдж зобов'язався виплачувати Ібн Ра'іку 140 тис. динарів щорічно.
У 942 році, після вбивства Ібн Ра'іка, вчиненого Хамданідами, Мухаммад ібн Тугдж здійснив похід до Сирії, де залишається протягом 6 місяців. Він вступає в боротьбу за титул головного еміра, з цією метою він зустрічається з халіфом аль-Муттекі в Раккі. Втім, відмовившись від претензій на високу посаду, повертається до Єгипту. Водночас зумів зайняти область Хіджаз із містами Мекка і Медіна.
Незабаром починається протистояння з Хамданідами на чолі з братами Сайф ад-Даулою і Насір ад-Даулою. В 944 року Сайф ад-Даула захоплює Халеб, 945 — Дамаск. Але у битві при Киннесріні (неподалік від Дамаска) його перемагає Мухаммад ібн Тугдж і виставляє свої умови укладання миру: Сайф ад-Даула отримував Північну Сирію (від Хомса до Алеппо) і певну дотацію, Південну разом з Дамаском здобув Мухаммад. Незабаром ібн Тугдж повертається до Дамаска, де вмирає 24 червня 946 року.

### Внутрішні реформи
Мухаммад ібн Тугдж провів реформу адміністративного апарату, конфіскував землі своїх супротивників у Єгипті, встановив регулярну виплату платні цивільним чиновникам, відновив військовий і торговельний флоти, приділяв увагу поліпшеню системи іригації, що сприяло розвитку сільського господарства.